# 王万铁路
王万铁路是中国黑龙江省哈尔滨市境内的一条铁路，全长36公里，设3站，南起南岗区王岗镇的王岗站，接京哈铁路、王孙铁路；北至呼兰区的万乐站，接滨洲铁路。